# Viorica Moisuc
Viorica Georgeta Pompilia Moisuc (n. 8 aprilie 1934, București, România) este istoric și om politic român. A fost senator în legislatura 2004-2008, aleasă în județul Neamț pe listele Partidului România Mare. La 1 ianuarie 2007 a devenit deputat în Parlamentul European.

## Lucrări

### Studii și articole
- „Acțiuni diplomatice desfășurate după Anschluss de România împotriva expansiunii Germaniei hitleriste spre sud-estul Europei”, în Studii. Revistă de istorie, tomul 19, nr. 4, 1966, pp. 707–722.
- „Actions diplomatiques de la Roumanie au secours de la Tchécoslovaquie à la veille du pacte de Munich”, în Revue roumaine d'histoire, tomul VI, nr. 3, 1967, pp. 409–435.